# Leichtathletik-Europameisterschaften 1950/3000 m Hindernis der Männer

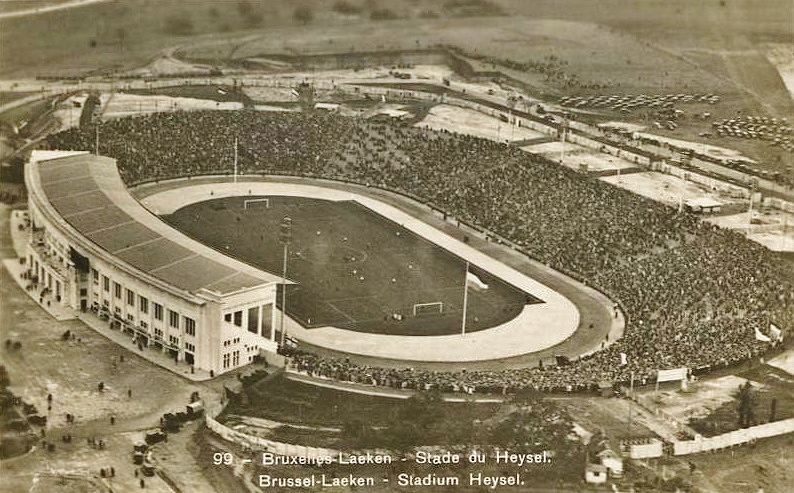
Das Brüsseler Heysel-Stadion in einer Luftaufnahme von 1935

Der 3000-Meter-Hindernislauf der Männer bei den Leichtathletik-Europameisterschaften 1950 wurde am 27. August 1950 im Heysel-Stadion der belgischen Hauptstadt Brüssel ausgetragen.
Europameister wurde der Tschechoslowake Jindřich Roudný. Den zweiten Platz belegte der Jugoslawe Petar Šegedin. Bronze ging an den Finnen Erik Blomster.

## Bestehende Rekorde
Weltrekorde wurden über 3000 Meter Hindernis mit Ausnahme von Meisterschaftsrekorden wegen der noch nicht standardisierten Hindernisaufstellungen erst ab 1953 geführt.
| Weltbestleistung     | 8:59,6 min | Erik Elmsäter   | Stockholm, Schweden | 4. August 1944  |
| Europabestleistung   | 8:59,6 min | Erik Elmsäter   | Stockholm, Schweden | 4. August 1944  |
| Meisterschaftsrekord | 9:01,4 min | Raphaël Pujazon | EM Oslo, Norwegen   | 25. August 1946 |

Der bestehende EM-Rekord wurde bei diesen Europameisterschaften nicht erreicht. Der tschechoslowakische Europameister Jindřich Roudný verfehlte den Rekord mit seinen 9:05,4 min um genau vier Sekunden. Zur Europa-, gleichzeitig Weltbestleistung, fehlten ihm 5,8 Sekunden.

## Durchführung
Bei einer Zahl von sechzehn Teilnehmern konnten alle Athleten ohne vorherige Vorläufe gemeinsam zum Finale antreten.

## Finale
27. August 1950
| Platz | Name                | Nation           | Zeit (s) |
| ----- | ------------------- | ---------------- | -------- |
| 1     | Jindřich Roudný     | Tschechoslowakei | 9:05,4   |
| 2     | Petar Šegedin       | Jugoslawien      | 9:07,4   |
| 3     | Erik Blomster       | Finnland         | 9:08,8   |
| 4     | Martin Stokken      | Norwegen         | 9:13,0   |
| 5     | Alex Guyodo         | Frankreich       | 9:17,4   |
| 6     | Robert Schoonjans   | Belgien          | 9:18,6   |
| 7     | Curt Söderberg      | Schweden         | 9:21,0   |
| 8     | Tore Sjöstrand      | Schweden         | 9:25,2   |
| 9     | Cahit Önel          | Türkei           | 9:26,4   |
| 10    | Urho Julin          | Finnland         | 9:27,4   |
| 11    | André Lebrun        | Frankreich       | 9:29,8   |
| 12    | Robert Everaert     | Belgien          | 9:34,4   |
| 13    | John Disley         | Großbritannien   | NT       |
| 14    | Drago Štritof       | Jugoslawien      | NT       |
| 15    | Dimitrios Melidonis | Griechenland     | NT       |
| 16    | Paul Frieden        | Luxemburg        | NT       |

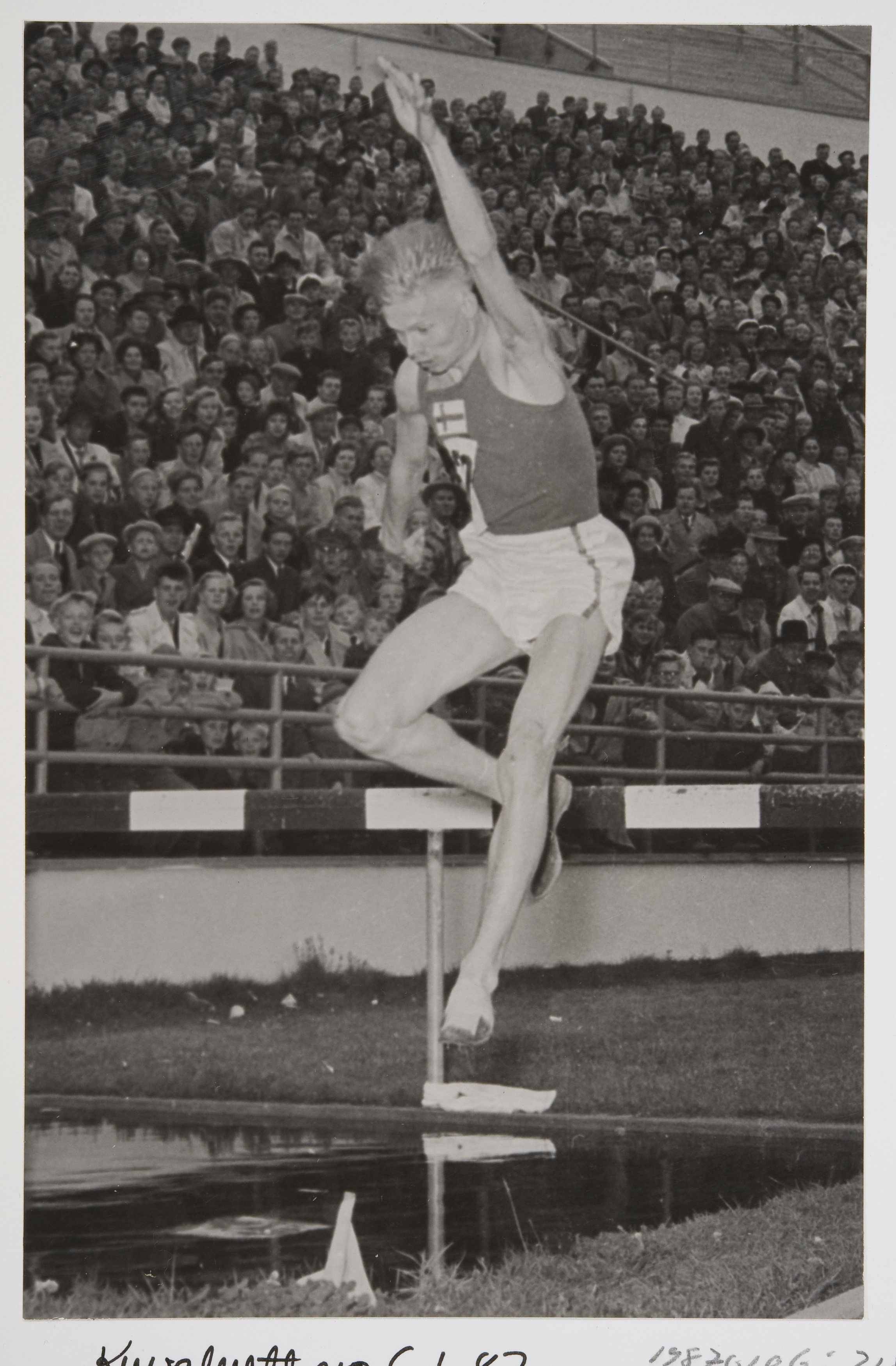
Bronzemedaillengewinner Erik Blomster

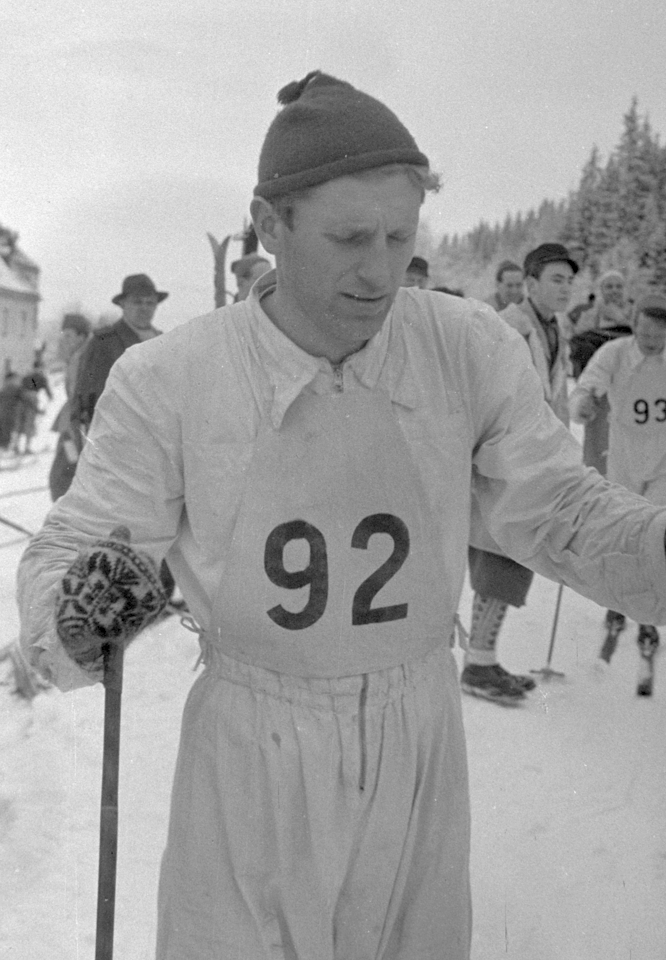
Martin Stokken – erfolgreicher Langstreckler und Skilangläufer – belegte nach seinem sechsten Platz über 10.000 Meter in diesem Wettbewerb Rang vier
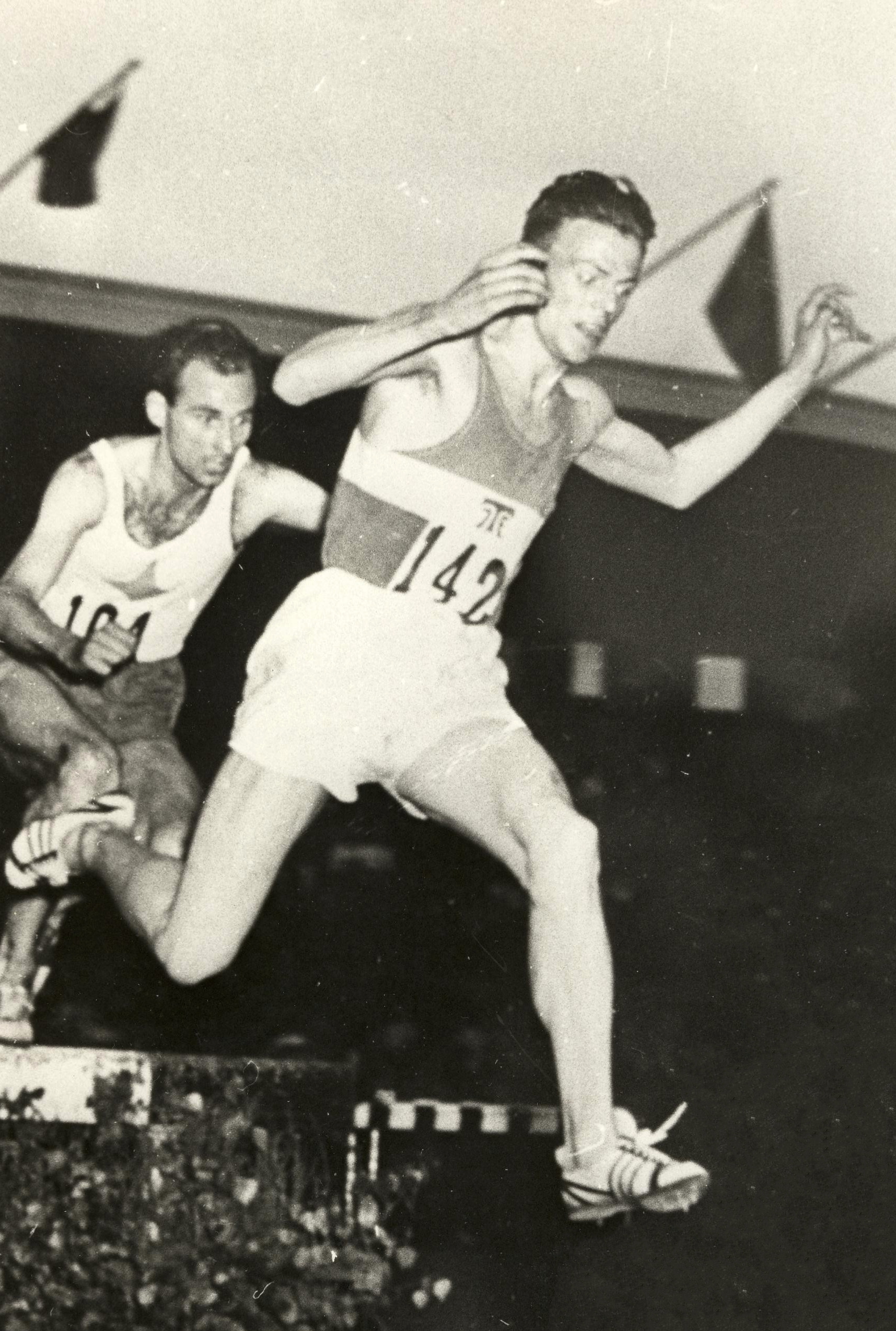
Curt Söderberg kam auf den siebten Platz
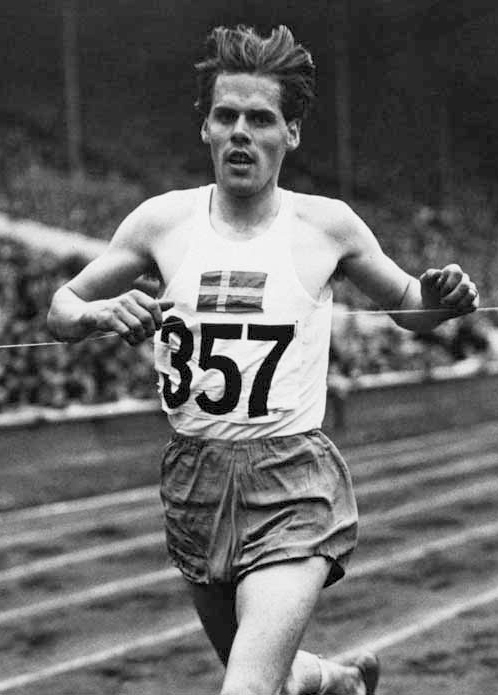
Olympiasieger Tore Sjöstrand – auch EM-Dritter 1946 – musste sich hier mit Rang acht zufriedengeben